# Adesso tu
Singles de Eros Ramazzotti
Una storia importante
(1985) Un cuore con le ali
(1986)
Adesso tu est une chanson italienne écrite par Eros Ramazzotti avec Piero Cassano et Adelio Cogliati,,,.
Eros Ramazzotti l'a lui-même présentée au public au Festival de Sanremo de 1986 (it). La chanson a remporte la premiere place avec 2667284 voix.
La chanson a atteint la 1re place en Italie, en Suisse et en Autriche.

## Classements
| Classement                   | Meilleure position |
| ---------------------------- | ------------------ |
| Autriche (Ö3 Austria Top 40) | 1                  |
| Italie                       | 1                  |
| Suisse (Schweizer Hitparade) | 1                  |